# Nicolas Minorsky
Nicolas Minorsky (nacido Nikolai Fyodorovich Minorsky, 23 de septiembre de 1885, Korcheva, Imperio ruso - 31 de julio de 1970, Italia) fue un matemático de la teoría del control, ingeniero y científico aplicado ruso afincado en los Estados Unidos. Es conocido por su análisis teórico, y la primera propuesta de aplicación, de los controladores PID que realizó en los sistemas de dirección automática para los buques de la Armada de los Estados Unidos.

## Obras
A continuación se cita una selección de su obra:

### Libros
- Minorsky, N. (1947). Introduction to non-linear mechanics: Topological methods, analytical methods, non-linear resonance, relaxation oscillations. J.W. Edwards. ISBN 933369885X.
- Minorsky, N. (1958). Dynamics and Nonlinear Mechanics: The Theory of Oscillations. Surveys in Applied Mathematics. Wiley. pp. 110-206. ISBN 112415874X.
- Minorsky, N. (1962).  G. Szego, ed. On some aspects of non-linear oscillations. Studies in Mathematical Analysis and Related Topics. Stanford Univ Pr (April 1962). ISBN 0804701407.

### Publicaciones
- Minorsky, N. (1922). «Directional stability of automatically steered bodies». J. Amer. Soc of Naval Engineers 34: 280-309. doi:10.1111/j.1559-3584.1922.tb04958.x.
- Minorsky, N. (1927). «Phenomenon of direct-current self excitation in vacuum tubes circuits and in applications». J. Franklin Inst. (Feb).
- Minorsky, N. (1930). «Automatic steering test». J. Amer. Soc. Nav. Eng. 42.
- Minorsky, N. (1934). «Ship stabilization by activated tank: An experimental investigation». Engineer (Aug.).
- Minorsky, N. (1937). «The principles and practice of automatic control». Engineer 9 (Mar.).
- Minorsky, N. (1941). «Note on the angular motion of ships». j. Appl. Mech. 45 (Sep.).
- Minorsky, N. (1941). «Control Problems». J. Franklin Inst. 232 (Nov. and Dec.): 451-487, 519-551. doi:10.1016/s0016-0032(41)90178-3.
- Minorsky, N. (1942). «Self-excited in dynamical systems possessing retarded actions». j. Appl. Mech. 9 (June).
- Minorsky, N. (1944). «On mechanical self-excited oscillations». Proc. Natl. Acad. Sci. U.S.A. 30 (Oct.). doi:10.1073/pnas.30.10.308.
- Minorsky, N. (1944). «On non-linear phenomenon of self-rolling». Proc. Natl. Acad. Sci. U.S.A. 31 (Nov.). doi:10.1073/pnas.31.11.346.
- Minorsky, N. (1945). «On parametric excitation». J. Franklin Inst. 240 (July). doi:10.1016/0016-0032(45)90217-1.
- Minorsky, N. (1947). «A dynamical analogue». J. Franklin Inst. 243 (Feb.). doi:10.1016/0016-0032(74)90312-3.
- Minorsky, N. (1947). «Experiments with activated tanks». ASME (Oct.).
- Minorsky, N. (1948). «Self-excited mechanical oscillations». J. Appl. Phys. 19 (Apr.). doi:10.1063/1.1715068.
- Minorsky, N. (1951). «Modern nonlinear trends in engineering». Appl. Mech. Rev. (Mar.).
- Minorsky, N. (1952). «Stationary solutions of certain nonlinear differential equations». J. Franklin Inst. 254 (Jul.). doi:10.1016/0016-0032(52)90003-3.
- Minorsky, N. (1953). «On interaction of non-linear oscillations». J. Franklin Inst. 256 (Aug.). doi:10.1016/0016-0032(53)90941-7.
- Minorsky, N. (1955). «On synchronous actions». J. Franklin Inst. 259 (Mar.).
- Minorsky, N. (1960). «Theoretical aspects of nonlinear oscillations». IRE Trans. Circuit Theory. CT-7 (Dec.): 368-381.

### Patentes
- Patente USA 1306552 A, N. Minorsky, "Gyrometer", published 1919-06-10, assigned to The Sperry Gyroscope company
- Patente USA 1372184 A, N. Minorsky, "Angular-velocity-indicating apparatus", published 1921-03-22, assigned to N. Minorsky